# Blocul Chicago
Blocul Chicago (în neerlandeză Chicagoblok), cunoscut și sub numele de Europark, este un bloc de locuințe cu 27 de etaje și înalt de 81 metri, situat în cartierul Linkeroever din districtul belgian Antwerpen al orașului cu același nume. Clădirea, parte a complexului rezidențial de blocuri Europa Park, figurează și în lista celor mai înalte construcții din Belgia. Blocul Chicago a fost realizat în 1970 și adăpostește peste 6000 de persoane provenite din peste 30 de țări.
După Catedrala Fecioara Maria, turnul Boerentoren și turnul Antwerp Tower, Blocul Chicago este a patra clădire ca înălțime din oraș și în primele 100 din Belgia. Între anii 2003 și 2004 au fost executate mici reparații ale intrărilor și spațiului din fața blocului.
În anul 2008 a fost realizat „Chicagoblok - Verhalen uit de lift” („Povești din lift”), un documentar olandez despre clădire și locuitorii săi.